# Communauté de communes du Bassin d’Aubenas
Die Communauté de communes du Bassin d’Aubenas ist ein französischer Gemeindeverband mit der Rechtsform einer Communauté de communes im Département Ardèche der Region Auvergne-Rhône-Alpes. Sie wurde am 26. Dezember 2016 gegründet und umfasst 28 Gemeinden. Der Sitz der Verwaltung befindet sich im Ort Ucel.

## Historische Entwicklung
Der Gemeindeverband entstand mit Wirkung vom 1. Januar 2017 durch die Fusion der Vorgängerorganisationen
Communauté de communes du Pays d’Aubenas-Vals und Communauté de communes du Vinobre unter Abgang der Gemeinden Lanas und Lachamp-Raphaël zu anderen Gemeindeverbänden und Zugang der Gemeinde Lavilledieu von der Communauté de communes Berg et Coiron.
Mit Wirkung vom 1. Januar 2019 wurden die bis dahin selbstständigen Gemeinden Antraigues-sur-Volane und Asperjoc zur Commune nouvelle Vallées-d’Antraigues-Asperjoc zusammengelegt, die in den Gemeindeverband aufgenommen wurde. Dies reduzierte die Anzahl der Gemeinden des Gemeindeverbands von 29 auf 28.

## Mitgliedsgemeinden
| Gemeinde                                   | Einwohner 1. Januar 2022 | Fläche km² | Dichte Einw./km² | Code INSEE | Postleitzahl |
| ------------------------------------------ | ------------------------ | ---------- | ---------------- | ---------- | ------------ |
| Ailhon                                     | 553                      | 7,80       | 71               | 07002      | 07200        |
| Aizac                                      | 172                      | 6,65       | 26               | 07003      | 07530        |
| Aubenas                                    | 12.488                   | 14,32      | 872              | 07019      | 07200        |
| Fons                                       | 317                      | 4,03       | 79               | 07091      | 07200        |
| Genestelle                                 | 269                      | 21,43      | 13               | 07093      | 07530        |
| Juvinas                                    | 186                      | 8,43       | 22               | 07111      | 07600        |
| Labastide-sur-Bésorgues                    | 282                      | 17,29      | 16               | 07112      | 07600        |
| Labégude                                   | 1.376                    | 3,12       | 441              | 07116      | 07200        |
| Lachapelle-sous-Aubenas                    | 1.840                    | 10,12      | 182              | 07122      | 07200        |
| Lavilledieu                                | 2.248                    | 14,65      | 153              | 07138      | 07170        |
| Laviolle                                   | 99                       | 13,84      | 7                | 07139      | 07530        |
| Lentillères                                | 236                      | 8,72       | 27               | 07141      | 07200        |
| Mercuer                                    | 1.315                    | 7,57       | 174              | 07155      | 07200        |
| Mézilhac                                   | 99                       | 26,66      | 4                | 07158      | 07530        |
| Saint-Andéol-de-Vals                       | 529                      | 16,65      | 32               | 07210      | 07600        |
| Saint-Didier-sous-Aubenas                  | 924                      | 2,76       | 335              | 07229      | 07200        |
| Saint-Étienne-de-Boulogne                  | 404                      | 14,97      | 27               | 07230      | 07200        |
| Saint-Étienne-de-Fontbellon                | 2.894                    | 9,51       | 304              | 07231      | 07200        |
| Saint-Joseph-des-Bancs                     | 191                      | 12,89      | 15               | 07251      | 07530        |
| Saint-Julien-du-Serre                      | 874                      | 9,78       | 89               | 07254      | 07200        |
| Saint-Michel-de-Boulogne                   | 148                      | 7,53       | 20               | 07277      | 07200        |
| Saint-Privat                               | 1.664                    | 6,13       | 271              | 07289      | 07200        |
| Saint-Sernin                               | 1.842                    | 5,78       | 319              | 07296      | 07200        |
| Ucel                                       | 2.031                    | 5,54       | 367              | 07325      | 07200        |
| Vallées-d’Antraigues-Asperjoc              | 852                      | 21,93      | 39               | 07011      | 07530        |
| Vals-les-Bains                             | 3.479                    | 19,20      | 181              | 07331      | 07600        |
| Vesseaux                                   | 2.048                    | 18,71      | 109              | 07339      | 07200        |
| Vinezac                                    | 1.388                    | 10,91      | 127              | 07343      | 07110        |
| Communauté de communes du Bassin d’Aubenas | 40.748                   | 326,92     | 125              | –          | –            |